# Sebežskij rajon
Il Sebežskij rajon (in russo Себежский район?) è un rajon dell'Oblast' di Pskov, nella Russia europea. Istituito nel 1927, il cui capoluogo è Sebež.